# Indigofera pendula
Indigofera pendula är en ärtväxtart som beskrevs av Adrien René Franchet. Indigofera pendula ingår i släktet indigosläktet, och familjen ärtväxter.

## Underarter
Arten delas in i följande underarter:
- I. p. macrophylla
- I. p. pendula
- I. p. pubescens
- I. p. umbrosa

## Bildgalleri

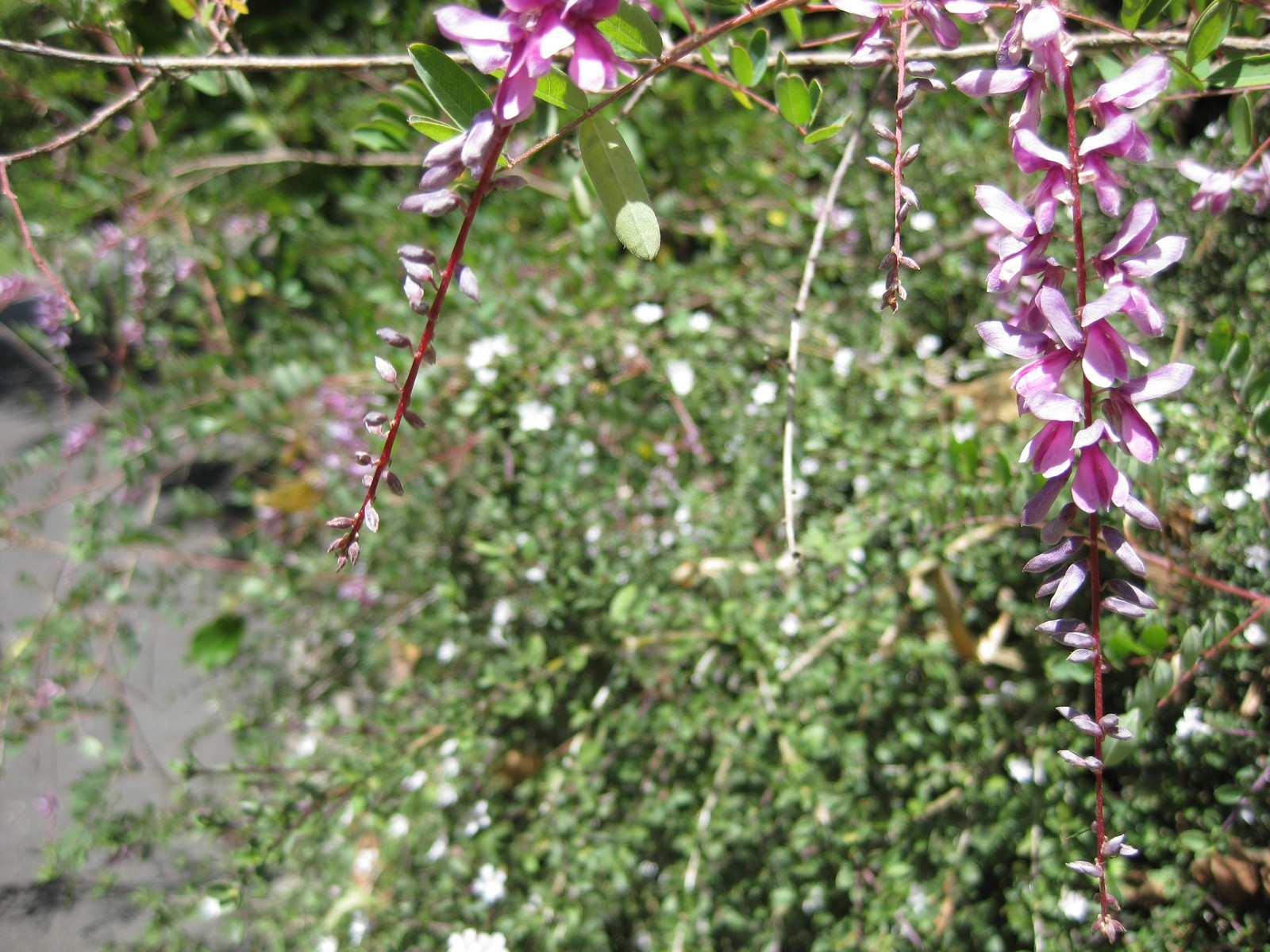
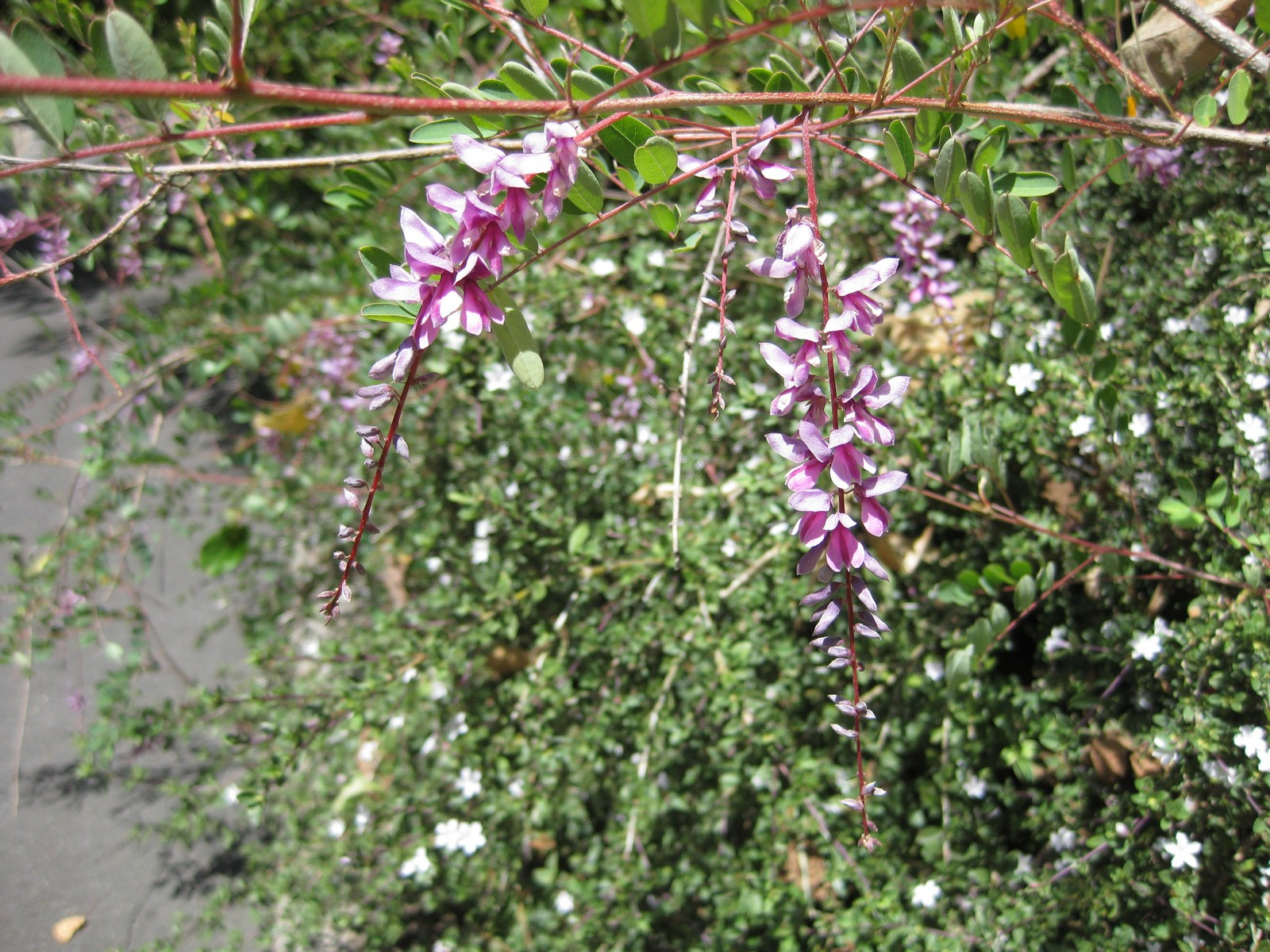
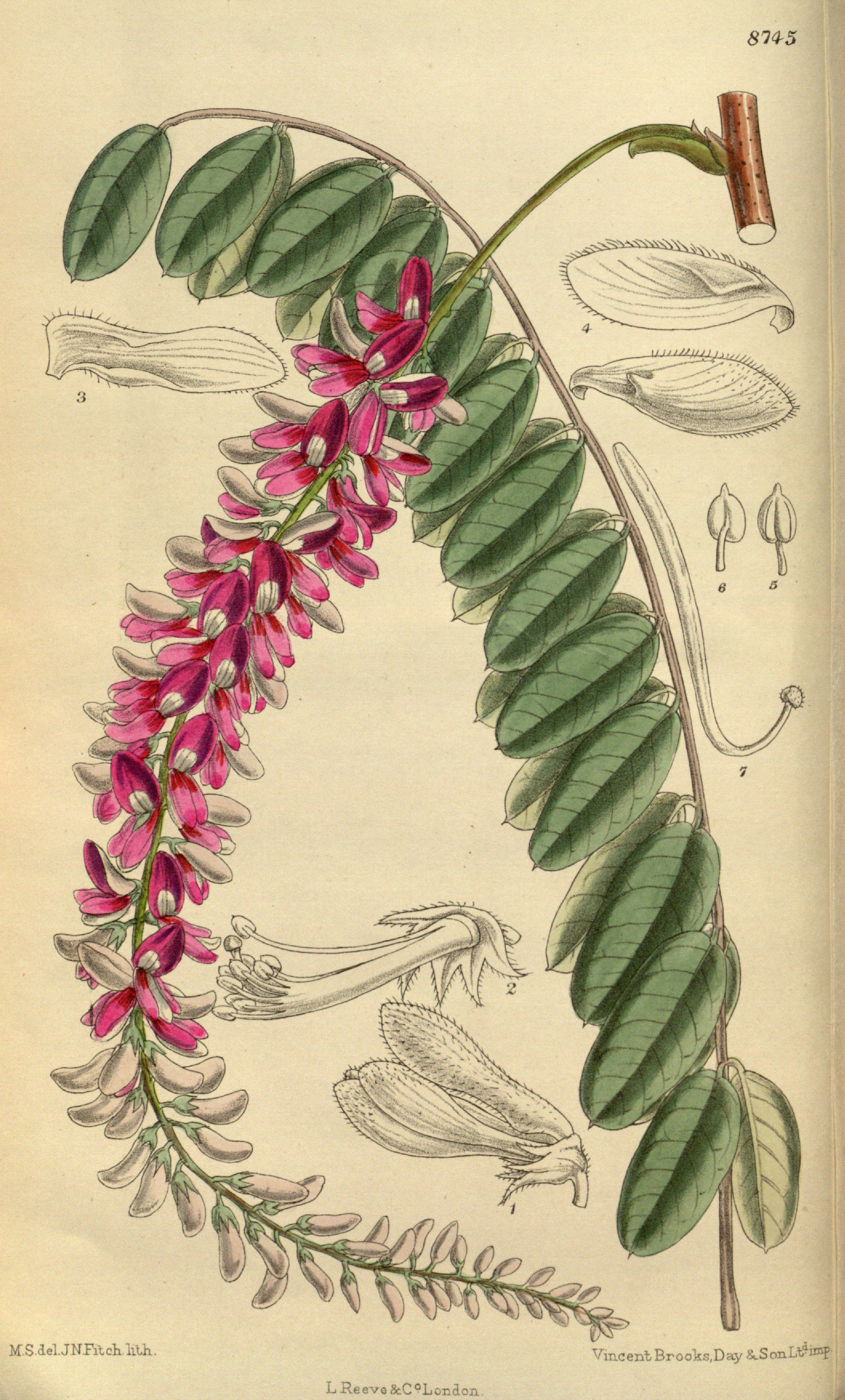
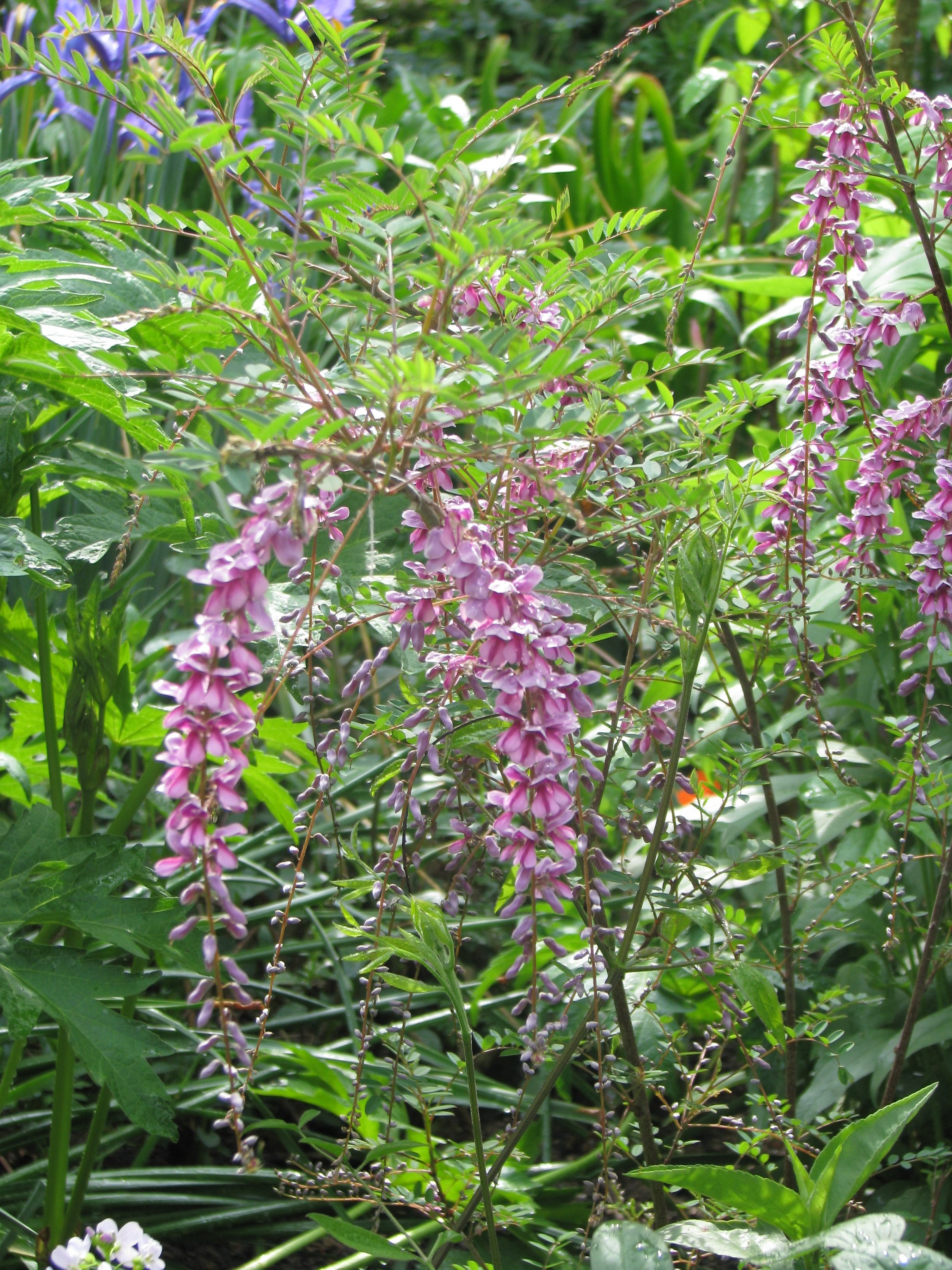